# Bulvarski obroč
Bulvarski obroč (rusko Бульва́рное кольцо́, Bulvarnoje kolco) je skupno ime za zaporedje bulvarjev in trgov v zgodovinskem središču Moskve. Bulvarski obroč je sestavljen iz skupno desetih bulvarjev, ki pa v nasprotju s poimenovanjem ne tvorijo sklenjenega obroča, temveč ima obliko konjske podkve, ki se na jugozahodu konča na trgu pri Prečinsenskih vratih na nabrežju reke Moskva, na jugovzhodu pa pri Velikem ustinskem mostu čez Moskvo. Bulvarski obroč je najstarejši in z izjemo obroča, ki ga tvorijo ceste okoli Kremlja  ter ostankov obzidja Kitaj goroda tudi najmanjši prometni obroč v ruski prestolnici, katere cestno omrežje temelji na ogrodju več obročev in radialnih ulic. 
Prvotno je na mestu današnjega bulvarskega obroča stalo obzidje tako imenovanega Belega goroda, ki je poleg obzidja Moskovskega kremlja in četrti Kitaj gorod služil kot tretji zaščitni zid carjeve prestolnice. Imel je 27 stražnih stolpov in deset vhodnih in izstopnih vrat, na katere še danes spominjajo imena nekaterih trgov, ki povezujejo bulvarje. Ko se je mesto širilo, to obzidje ni bilo več potrebno in je bilo porušeno v drugi polovici 18. stoletja. 
Vzdolž nekdanjega obzidja so bili po pariškem zgledu urejeni bulvarji. Najstarejši del obroča, Tverski bulvar, je nastal leta 1796. Kljub odlokom, da mora prostor vzdolž celotnega nekdanjega obzidja ostati prazen, je bilo območje kmalu pozidano. Po katastrofalnem požaru leta 1812, ki je med drugim uničil tudi veliko zgradb na območju današnjega obroča so bili urejeni široki zeleni bulvarji. Tako je obroč je današnjo dolžino dosegel v dvajsetih letih 19. stoletja.
V 20. stoletju je bil obroč razširjen, saj so bila prej tlakovana območja ob Pokrovskem in Strastnom bulvarju zasajena z drevesi. Načrti za sklenitev obroča skozi Zamoskvorečje in Jakimanko se nikoli niso uresničili, a se občasno znova pojavljajo v predlogih za urbanistični razvoj.